# Michigan zászlaja
1837-től ezt a zászlót használta Michigan nemzetőrsége. A  fehérfejű rétisas  az Egyesült Államok felsőbb hatalmát és törvényeinek hatályát, a jávorszarvas és a vapiti pedig a helyi faunát jelképezi.
A Tuebor (Védeni fogom) szó Michigan határmenti helyzetére utal. A tó fölé emelkedő Nap a félszigeten álló emberalakra irányítja a figyelmet. Felemelt jobbja a béke jelképe, de bal kezében fegyvert tart, jelezve, hogy mindig kész az állam és a nemzet védelmére. A feliratszalagon az állam mottója olvasható („Ha kellemes félszigetet keresel, csak nézz körül”).